# Wohnanlage Archibaldweg
Die Wohnanlage Archibaldweg (auch Wohnhof Archibaldweg oder Rupprechtblöcke) ist ein denkmalgeschütztes Wohngebäudeensemble im Berliner Ortsteil Rummelsburg.

## Lage
Die Wohnanlage wird nordwestlich vom Archibaldweg 28–40 (gerade Hausnummern), nordöstlich von der Münsterlandstraße 2–12 (gerade Hausnummern), südöstlich von der Giselastraße 27–31 (ungerade Hausnummern) und südwestlich von der Rupprechtstraße 12–19 begrenzt. Die Fassaden vom Archibaldweg mit einem gezackten Grundriss sind der S-Bahn-Trasse zugewandt.

## Geschichte und Beschreibung
Architekt Bruno Ahrends entwarf die geschlossene Wohnbebauung im Auftrag der Gemeinnützigen Beamten-Siedlungsgesellschaft m.b.H., sie wurde zwischen den Jahren 1925 und 1930 errichtet. Der Baustil zeigt Elemente des Kubismus und des Bauhauses.
Die vier- und fünfgeschossigen Gebäude sind Putzbauten unter Flachdächern, die durch die abwechselnde Bauhöhe, die Verwendung verschiedener Materialien und die dadurch entstehenden hellen und dunklen waagerechten Streifen sowie durch Balkons ab dem ersten Geschoss belebt werden. Die in die Tiefe gestaffelten Eingangsbereiche, die Rahmung der Treppenhausfenster und die Balkons sind mit Klinkern verblendet. Der Teil des Bauensembles entlang der Rupprechtstraße besteht aus fünf aneinander gebauten Blöcken (davon ein Eckgebäude) und hat eine Länge von zirka 160 m, die sieben kleineren Blöcke entlang der Giselastraße sind rund 107 m lang. Der Anlagenteil entlang der Münsterlandstraße mit vier gereihten Blöcken erstreckt sich über etwa 105 m. Die mittlere Länge der Staffelblöcke entlang des Archibaldwegs kann mit 111 m abgeschätzt werden.
Die Dachbodenzonen sind mit kleinen quadratischen Fenstern versehen und ihre waagerechte bänderartige Anordnung stellt eine zusammenschließende Funktion dar. Sie sind die Trockenböden und durch die kleinen Öffnungen werden sie gut belüftet. Die Balkone an zwei Blockseiten, am Archibaldweg und in der Münsterlandstraße, sind zum Innenhof ausgerichtet.
Im Innenhof steht ein von vier Seiten frei zugängiges langgestrecktes Einzelgebäude (Rupprechtstraße 15) in zwei verschiedenen Höhen. Außerdem sind hier auf dem Hof Parkplätze, Grünanlagen und Spielplätze für die Bewohner des Blockes eingerichtet.
Die Staffelung der Gebäudeteile entlang des Archibaldwegs führte dazu, dass die Balkone und Fensterreihen annähernd nach Westen ausgerichtet sind, wodurch über die Gleisanlagen eine freie Sicht und freier Lichteintritt möglich sind.
Die 313 Wohneinheiten befinden sich im Eigentum der Wohnungsgenossenschaft Vorwärts und der Wohnungsbaugesellschaft Howoge.
Im Zeitraum 2005 bis 2007 erfolgte eine denkmalgerechte Sanierung der gesamten Wohnanlage nach Planungen durch das Büro IPB.B. Ingenieurbüro für Projektentwicklung und Baubetreuung (Berlin).